# Sander Schaepman
Sander Schaepman is een Nederlandse veiligheidsexpert en voormalig politiecommissaris, vooral bekend als hoofd van het opsporingsteam in het televisieprogramma Hunted.

## Carrière bij de politie
Schaepman begon zijn loopbaan bij de politie in 1987 en bekleedde gedurende 25 jaar diverse leidinggevende functies. Hij gaf leiding aan internationaal opererende kernteams die zich richtten op zware georganiseerde criminaliteit, waaronder heroïnesmokkel, mensenhandel en XTC-handel.

## Hunted
Sinds 2016 is Schaepman te zien als hoofd van het opsporingsteam in het televisieprogramma Hunted, geproduceerd door SimpelZodiak en uitgezonden door AVROTROS. In dit programma probeert een groep deelnemers uit handen te blijven van een team van opsporingsdeskundigen.  In 2024 nam Schaepman de rol van operationeel leider in Hunted over van Marcel van de Ven, die om persoonlijke redenen besloot te stoppen met het programma. 

## Gemeente Helmond
Naast zijn televisiewerk was Schaepman van 2016 tot 2020 hoofd Veiligheid en Naleving bij de gemeente Helmond.